# باولو كونرادو كامو سردين
باولو كونرادو كامو سردين (بالبرتغالية: Paulo Conrado do Carmo Sardin‏) (18 يوليو 1991 في البرازيل – )؛ هو لاعب كرة قدم كان يلعب كمهاجم.

## وصلات خارجية
- باولو كونرادو كامو سردين على موقع رابطة كرة القدم اليابانية للمحترفين (اليابانية)
- باولو كونرادو كامو سردين على موقع قاعدة بيانات كرة القدم.إي يو (الإنجليزية)
- باولو كونرادو كامو سردين على موقع Soccerway.com (الإنجليزية)
- باولو كونرادو كامو سردين على موقع عالم كرة القدم.نت (الإنجليزية)